# 西アジア

西アジアの地図

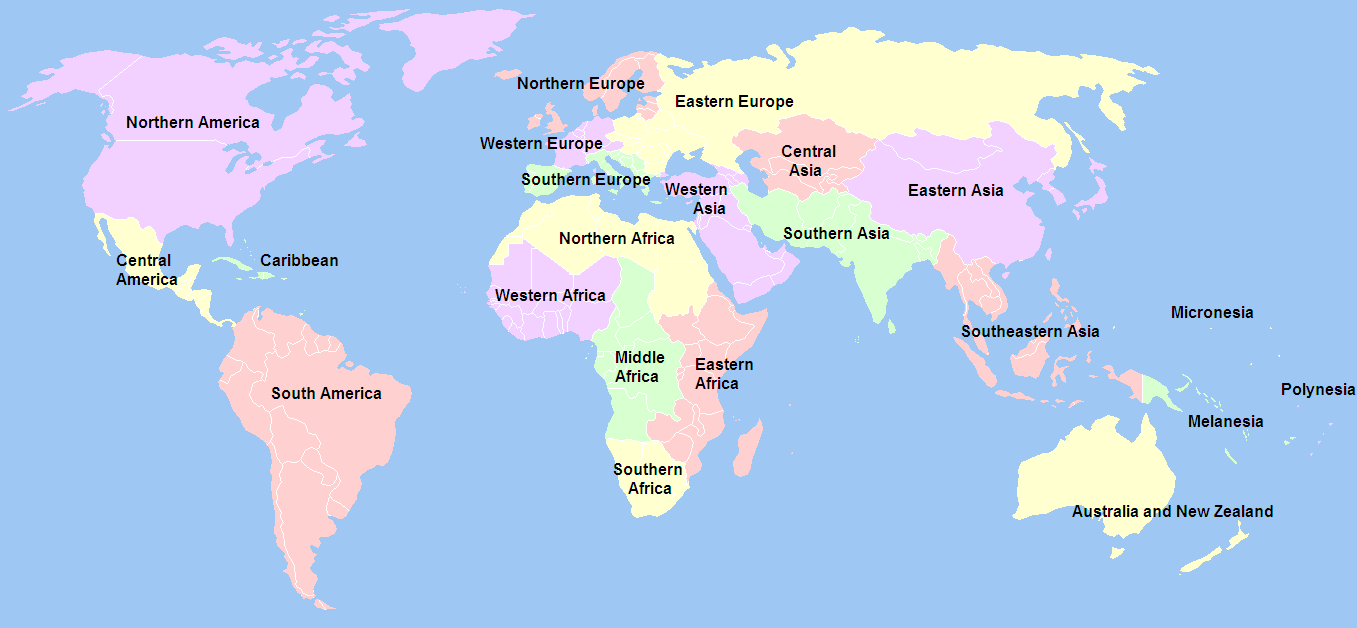
国連による世界地理区分

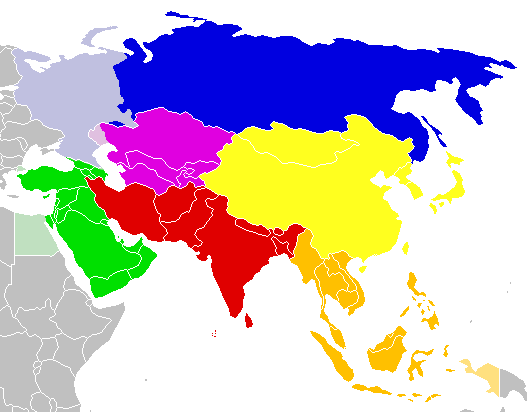
国際連合によるアジアの地域の分類
北アジア
中央アジア
西アジア
南アジア
東アジア
東南アジア

西アジア（にしアジア、英語: West Asia, Western Asia、アラビア語: غرب آسيا、ペルシア語: غرب آسیا
、トルコ語: Batı Asya、ヘブライ語: דרום-מערב אסיה）は、アジア西部を指す地域区分である。一般的にはアラビア半島およびその周辺の地域を指し、中央アジアおよび南アジアより西側、地中海より東側で、ヨーロッパとはボスポラス海峡に、アフリカとはスエズ運河によって隔てられている。

## 概要
今日の欧米では、中東とほぼ同じ領域を指す場合が多い。ペルシア湾周辺では石油の埋蔵量が豊富であり、西アジアの多くの国家は原油産業に力を注いでいる。中国や日本といった東アジアの国々も、これらの地域に石油資源を依存している。一方で地中海周辺の国々は、ヨーロッパとアジアを繋ぐ要所、ロシアとアフリカを往来する中継地点であり、世界の交差点となっている。そのため、西アジアでも取り分け複雑な民族構成になっており紛争も起こりやすい。2023年10月には、イスラエルとパレスチナの間で戦争が勃発している。（2023年パレスチナ・イスラエル戦争）
また、黒海とカスピ海の間にある（コーカサス山脈の南側）旧ソ連のアゼルバイジャン、アルメニア、ジョージア（グルジア）を含めることも多く、これらの国々を含めない場合は西南アジアと呼んで区別することもある。国連の定義した区分ではアフガニスタンとイランを南アジアに含む。
アフガニスタンは、マザーリシャリーフを中心とする北部では中央アジア最南端の宗教都市がありウズベキスタンと関係が深い。ヘラートを中心とする北西部ではイランにまたがるホラーサーン地方の一部で、イランと関係が深い。カーブルを中心とする南部はカイバル峠を通じて南アジアのパキスタン、インドと繋がりが深い。しかし、普通は19世紀にイギリスの統治下に入ったインド亜大陸を南アジア、ロシア帝国や清の支配下にあった地域を中央アジアと呼ぶ。アフガニスタンは両国の緩衝帯として、独立国のまま残された。

## 該当地域・国家リスト
西アジアに該当する地域・国家については以下の通りである。
- アフガニスタン（国連の区分では南アジアに含まれる）
- アラブ首長国連邦
- アルメニア（旧ソ連諸国のためヨーロッパに含まれる場合もある）
- アゼルバイジャン（旧ソ連諸国のためヨーロッパに含まれる場合もある）
  -  アルツァフ共和国（事実上の独立国だったが、現在は亡命政府）
- バーレーン
- キプロス（ヨーロッパに含まれることもあり、EUにも加盟している）
  -  北キプロス（事実上の独立国）
  -  アクロティリおよびデケリア（イギリスの海外領土）
- ジョージア（旧ソ連諸国のためヨーロッパに含まれる場合もある）
  -  アブハジア（事実上の独立国）
  -  南オセチア（事実上の独立国）
- イラン（国連の区分では南アジアに含まれる）
- イラク
  -  イラク領クルディスタン
- イスラエル
- ヨルダン
- クウェート
- レバノン
- オマーン
- パレスチナ
- サウジアラビア
- シリア
- トルコ（ボスポラス海峡より西側はヨーロッパに属し、ヨーロッパに含まれる事もある）
- カタール
- イエメン

## 言語
- アフロ・アジア語族：アラビア語、ヘブライ語など
- インド・ヨーロッパ語族：ペルシャ語、クルド語、アルメニア語など
- カフカス諸語：グルジア語など
- テュルク諸語：トルコ語、アゼルバイジャン語など